# Алі Абейд
Алі Абейд (араб. علي عبيد هو, нар. 11 грудня 1997, Арафат) — мавританський футболіст, лівий захисник французького «Валансьєнна» і національної збірної Мавританії.

## Клубна кар'єра
Народився 11 грудня 1997 року в місті Арафат. Починав займатися футболом на батьківщині в структурі клубу «АСАК Конкорд», а 2014 року був запрошений до кантери іспанського «Леванте».
З 2015 року почав грати за другу команду «Леванте», а в сезоні 2017/18 провів свою єдину гру в Ла-Лізі за його головну команду.
Наступного сезону грав на умовах оренди за друголіговий іспанський «Алькоркон», а 2019 року перейшов до французького «Валансьєнна» з Ліги 2.
| Дата      | Місто | Господарі  | Результат | Гості      | Турнір                                   | Голи | Примітки |
| --------- | ----- | ---------- | --------- | ---------- | ---------------------------------------- | ---- | -------- |
| 24-6-2019 | Суец  | Малі       | 4 – 1     | Мавританія | Кубок африканських націй 2019 - 1-й етап | -    |          |
| 29-6-2019 | Суец  | Мавританія | 0 – 0     | Ангола     | Кубок африканських націй 2019 - 1-й етап | -    | 90+3'    |
| 2-7-2019  | Суец  | Мавританія | 0 – 0     | Туніс      | Кубок африканських націй 2019 - 1-й етап | -    |          |
| Усього    |       | Матчів     | 3         |            | Голів                                    | 0    |          |

## Титули і досягнення
- Володар Кубка Румунії (1):

«ЧФР Клуж»: 2024-25